# Dub Echoes
Dub Echoes is een Braziliaanse muziekdocumentaire uit 2007 van regisseur Bruno Natal.
De film behandelt dubreggae en de invloed daarvan op andere muziekgenres, waaronder elektronische muziek en hiphop aan de hand van interviews met onder andere Sly & Robbie, Bill Laswell, Lee Perry, Adrian Sherwood en DJ Spooky. De film van 75 minuten is opgenomen in Jamaica, de Verenigde Staten, Engeland en Brazilië en won de publieksprijs voor beste film op het Festiwal Muzyka i Świat (World and Music Festival) in Krakau.
In 2009 werd de film uitgebracht op dvd en de soundtrack op dubbel-cd.